# Megophtalmidia ionica
Megophtalmidia ionica är en tvåvingeart som beskrevs av Chandler 2006. Megophtalmidia ionica ingår i släktet Megophtalmidia och familjen svampmyggor.
Artens utbredningsområde är Grekland. Inga underarter finns listade i Catalogue of Life.